# Masahiro Koishikawa
| Asteroidi scoperti: 19 | Asteroidi scoperti: 19 | Asteroidi scoperti: 19 |
| ---------------------- | ---------------------- | ---------------------- |
| 3994 Ayashi            | 2 dicembre 1988        |                        |
| 4292 Aoba              | 4 novembre 1989        |                        |
| 4407 Taihaku           | 13 ottobre 1988        |                        |
| 4539 Miyagino          | 8 novembre 1988        |                        |
| 4871 Riverside         | 24 novembre 1989       |                        |
| 5128 Wakabayashi       | 30 marzo 1989          |                        |
| 5751 Zao               | 5 gennaio 1992         |                        |
| 6089 Izumi             | 5 gennaio 1989         |                        |
| 6190 Rennes            | 8 ottobre 1989         |                        |
| 6349 Acapulco          | 8 febbraio 1995        |                        |
| 6859 Datemasamune      | 13 febbraio 1991       |                        |
| 7485 Changchun         | 4 dicembre 1994        |                        |
| 7816 Hanoi             | 18 dicembre 1987       |                        |
| 8084 Dallas            | 6 febbraio 1989        |                        |
| 10500 Nishi-koen       | 3 aprile 1987          |                        |
| 11514 Tsunenaga        | 13 febbraio 1991       |                        |
| 12252 Gwangju          | 8 novembre 1988        |                        |
| 14032 Mego             | 4 dicembre 1994        |                        |
| 30963 Mount Banzan     | 29 novembre 1994       |                        |

Masahiro Koishikawa (Sendai, 1952 – 26 agosto 2020) è stato un astronomo giapponese.
Koishikawa ha scoperto alcuni asteroidi. In suo onore l'asteroide 1991 UK2 è stato chiamato 6097 Koishikawa .